# تيري فيليبس
تيري فيليبس (بالإنجليزية: Terry Phillips)‏ هو صحفي أمريكي، ولد في 12 مارس 1953.